# 表と裏

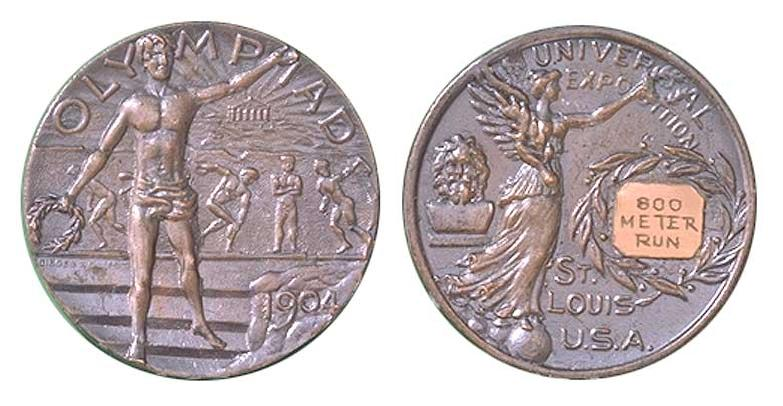
1904年・セントルイス五輪の銀メダル

本項表と裏では、物体における表（おもて。表側・表面もしくは正面）と裏（うら。裏側・裏面もしくは背面）について説明する。

## 定義
「表」は、人にとって目立つ側を指す（広辞苑第五版より）。すなわち，普通の物体であれば前面、正面、あるいは上面がそれに当たる。「裏」はその逆であるから、後ろ側、下面がこれに当たる。
方向にかかわらず、外側を表、内側を裏という例もある。裏地などはこれである。

### 派生的意味
地域や国の場合、都市や人口が多い側を表という例がある。たとえば表日本（日本の太平洋側）や裏石垣（沖縄県の石垣島北部）などの用法がある。

## 英語での表現
裏を英語で表現するとき、単語の前に「the」（定冠詞）を付けた場合は、「裏側が表側に対して一つしかない状況」（紙やコインなど）を示す。対して「a」（不定冠詞）を付けると、「裏側が表側に対して複数ある状況でその中の一つ」を示唆する（サイコロなどの多面体で真裏以外を含める場合など）。
コインやメダルなどの表と裏は「Obverse and reverse」と表現される。

## ギャラリー

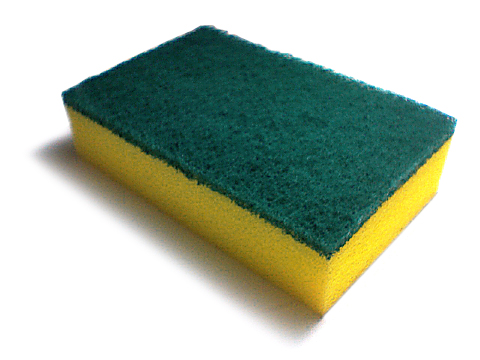
ウレタンスポンジ
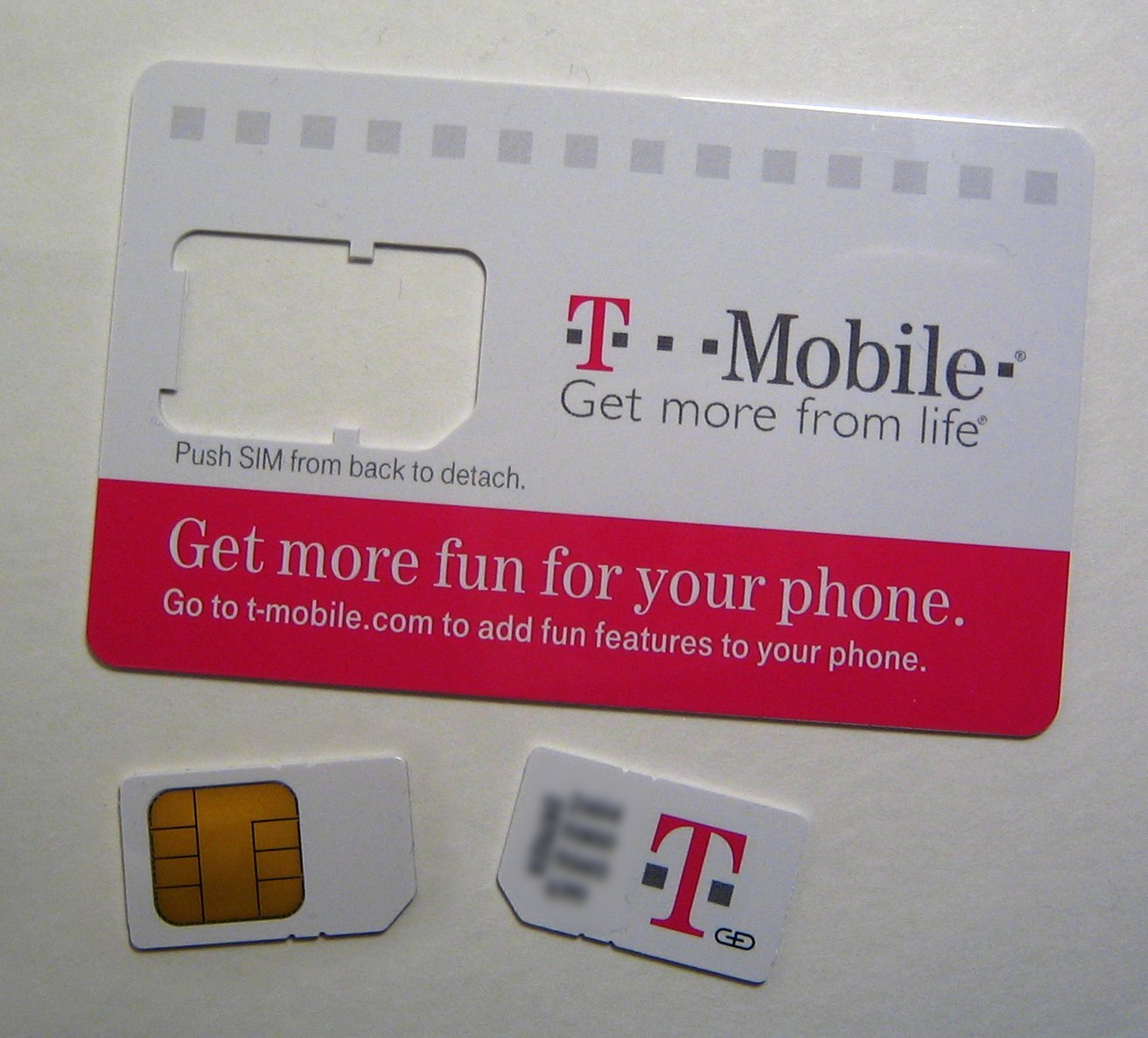
SIMカード
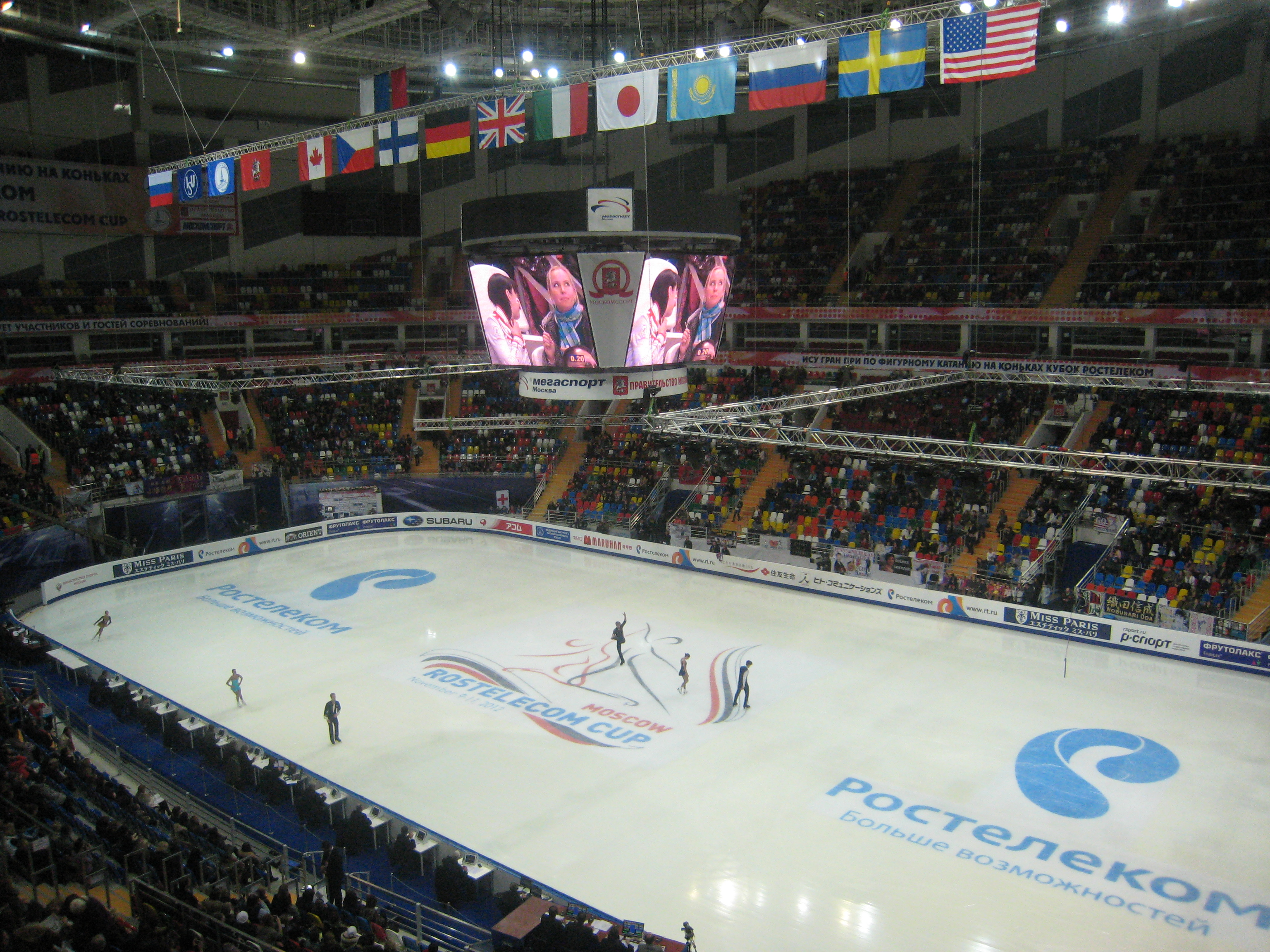
4面ビジョン （ メガスポルト）
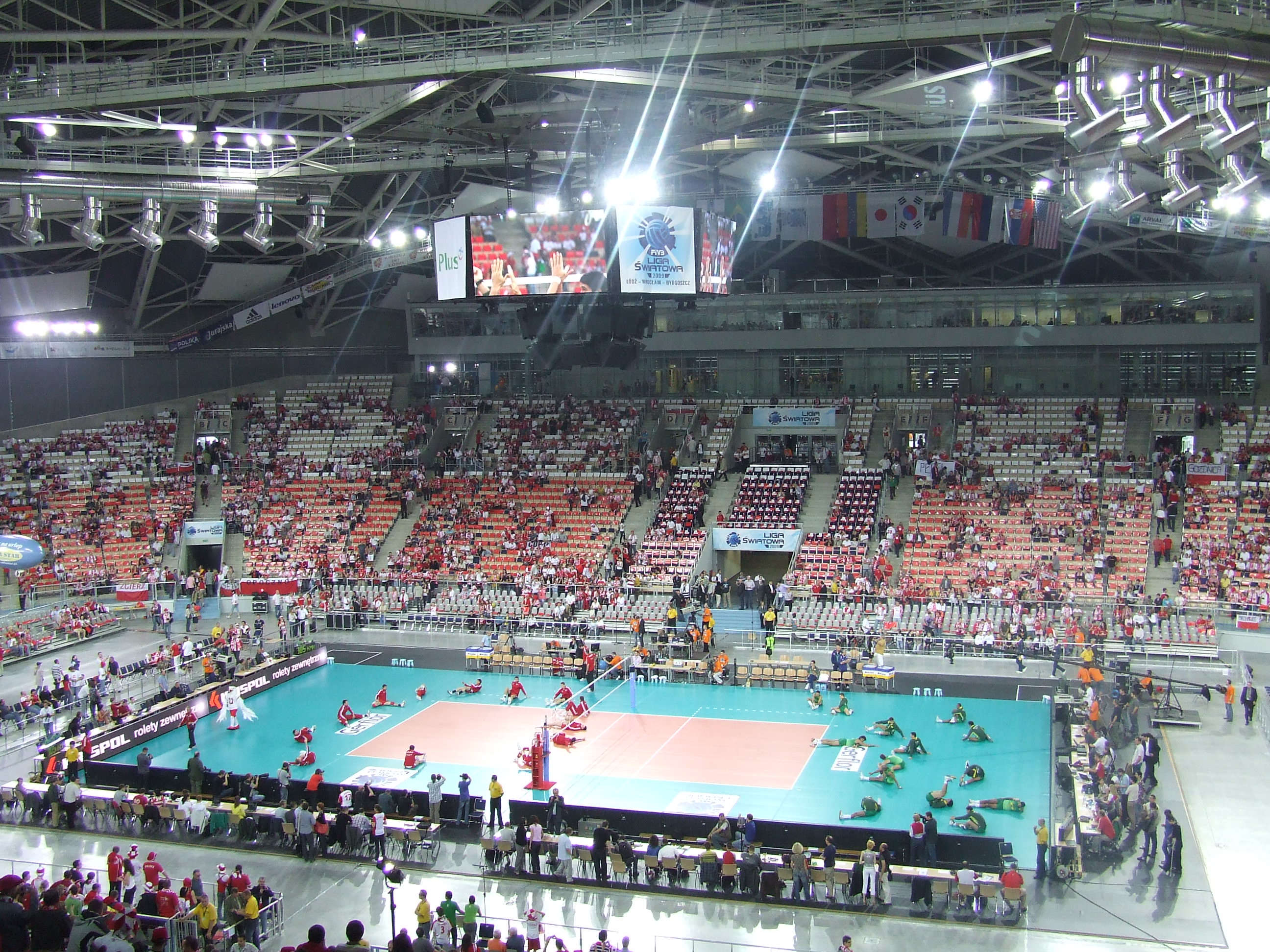
多面ビジョン （ アトラス・アリーナ）